# گرایندرمن
گرایندرمن گروهی آلترنیتو راک استرالیایی-انگلیسی بود که در لندن، انگلستان در سال ۲۰۰۶ شکل گرفت. از همان ابتدا گروه شامل نیک کیو (آواز، گیتار، ارگ، پیانو)، وارن الیس (گیتار تنور، ماندولین الکتریکی، ویولون، ویولا، گیتار، هم‌آوراز)، مارتین پی کیسی (باس، گیتار، هم‌آواز) و جیم اسکلاونوس (درامز، پرکاشن، هم‌آواز) بود.
به واسطهٔ این که گروه در ابتدا پروژه‌ای حاشیه‌ای در مقایسه با نیک کیو و بد سیدز به حساب می‌آمد در اصل به مینی سیدز معروف بود؛ و نیک کیو آن را به عنوان «راهی برای فرار از سنگینی بد سیدز» شکل داده بود. گروه تحت تأثیر آهنگی از ممفیس اسلیم تحت عنوان «گرایندر من بلوز» نام‌گذاری شده بود، که نیک کیو ذکر کرد در اولین جلسه‌های شکل‌گیری گروه آن را می‌خوانده. اولین آلبوم استودیویی گروه، گرایندرمن در سال ۲۰۰۷ عرضه شد که نقدهای بسیار مثبتی دریافت کرد و دومین و آخرین آلبوم گروه، گرایندرمن ۲ در ساب ۲۰۱۰ بیرون آمد که با همان استقبال روبرو شد.